# Tournoi des Cinq Nations 1953
Navigation
Tournoi 1952 Tournoi 1954
Le Tournoi des Cinq Nations 1953, se déroulant du 10 janvier au 28 mars 1953, voit la victoire de l'Angleterre et la dernière place de l'Écosse. L'Angleterre réalise un rare Petit Chelem (trois victoires et un match nul en Irlande).
Il s'agit du 24e Tournoi des Cinq Nations et le 59e tournoi britannique.

## Classement
| Rang | Nations            | J | V | N | D | PP | PC | Δ   | Ptsi |
| ---- | ------------------ | - | - | - | - | -- | -- | --- | ---- |
| 1    | Angleterre         | 4 | 3 | 1 | 0 | 54 | 20 | +34 | 7    |
| 2    | Pays de Galles (T) | 4 | 3 | 0 | 1 | 26 | 14 | +12 | 6    |
| 3    | Irlande            | 4 | 2 | 1 | 1 | 54 | 25 | +29 | 5    |
| 4    | France             | 4 | 1 | 0 | 3 | 17 | 8  | -21 | 2    |
| 5    | Écosse             | 4 | 0 | 0 | 4 | 21 | 75 | -54 | 0    |

- Légende :

J matches joués, V victoires, N matches nuls, D défaites
PP points marqués, PC points encaissés, Δ
Pts points de classement (barème : 2 points pour une victoire, 1 point en cas de match nul, zéro pour une défaite)
T Tenant du titre 1952.
- Meilleure attaque : Angleterre et Irlande ; meilleure défense : pays de Galles.
- Meilleure différence de points : Angleterre.

## Résultats
Les dix matches se déroulent un samedi, sur neuf dates :
| Colombes, 10 janvier 1953  | France         | 11 - 5  | Écosse         |
| Cardiff, 17 janvier 1953   | pays de Galles | 03 - 8  | Angleterre     |
| Belfast, 24 janvier 1953   | Irlande        | 16 - 3  | France         |
| Édimbourg, 7 février 1953  | Écosse         | 00 - 12 | pays de Galles |
| Dublin, 14 février 1953    | Irlande        | 09 - 9  | Angleterre     |
| Londres, 28 février 1953   | Angleterre     | 11 - 0  | France         |
| Édimbourg, 28 février 1953 | Écosse         | 08 - 26 | Irlande        |
| Swansea, 14 mars 1953      | pays de Galles | 05 - 3  | Irlande        |
| Londres, 21 mars 1953      | Angleterre     | 26 - 8  | Écosse         |
| Colombes, 28 mars 1953     | France         | 03 - 6  | pays de Galles |

## Les matches de la France
Feuilles de match des quatre rencontres de la France :

### France - Écosse
Le match inaugural du Tournoi de 1953 est l’occasion d'une troisième victoire consécutive de la France face à l'Écosse :
| 10 janvier 1953 Temps sombre | France                                                                                      | 11 - 5 (6-5) | Écosse                                          | Stade de Colombes Bon terrain 24 472 spectateurs Arbitre : Mr O'Glasgow |
| 10 janvier 1953 Temps sombre | Essai(s) : Bourdeu Transformation(s) : Bertrand Pénalité(s) : Bertrand Drop(s) : Carabignac |              | Essai(s) : D Rose Transformation(s) : A Cameron | Stade de Colombes Bon terrain 24 472 spectateurs Arbitre : Mr O'Glasgow |
| 10 janvier 1953 Temps sombre |                                                                                             |              |                                                 | Stade de Colombes Bon terrain 24 472 spectateurs Arbitre : Mr O'Glasgow |

### Irlande - France
Le match en Irlande donne une troisième victoire consécutive à la nation hôte :
| 24 janvier 1953 Soleil et pluie intermittents | Irlande                                                                              | 16 - 3 (5-0) | France               | Ravenhill Stadium, Belfast Terrain gras 38 000 spectateurs Arbitre : Mr Priest |
| 24 janvier 1953 Soleil et pluie intermittents | Essai(s) : 4 P Lawler, J McCarthy, J Kyle, M Mortell Transformation(s) : 2/4 R Gregg |              | Drop(s) : Carabignac | Ravenhill Stadium, Belfast Terrain gras 38 000 spectateurs Arbitre : Mr Priest |
| 24 janvier 1953 Soleil et pluie intermittents |                                                                                      |              |                      | Ravenhill Stadium, Belfast Terrain gras 38 000 spectateurs Arbitre : Mr Priest |

### Angleterre - France
Le quatrième Crunch à l'extérieur depuis la Libération est une victoire indiscutable de l'Angleterre :
| 28 février 1953 Temps ensoleillé | Angleterre                                                                     | 11 - 0 (6-0) | France | Twickenham Pelouse remarquable 60 000 spectateurs Arbitre : V Parfitt |
| 28 février 1953 Temps ensoleillé | Essai(s) : 3 J Woodward, E Evans, J Butterfield Transformation(s) : 1/3 N Hall |              |        | Twickenham Pelouse remarquable 60 000 spectateurs Arbitre : V Parfitt |
| 28 février 1953 Temps ensoleillé |                                                                                |              |        | Twickenham Pelouse remarquable 60 000 spectateurs Arbitre : V Parfitt |

### France - pays de Galles
Deuxième défaite consécutive du XV de France face à la sélection galloise :
| 28 mars 1953 Temps sombre | France                 | 3 - 6 (0-3) | Pays de Galles           | Stade de Colombes Pelouse excellente 25 000 spectateurs Arbitre : Mr O'Glasgow |
| 28 mars 1953 Temps sombre | Pénalité(s) : Bertrand |             | Essai(s) : 2 G Griffiths | Stade de Colombes Pelouse excellente 25 000 spectateurs Arbitre : Mr O'Glasgow |
| 28 mars 1953 Temps sombre |                        |             |                          | Stade de Colombes Pelouse excellente 25 000 spectateurs Arbitre : Mr O'Glasgow |